# Municipio de Brush Creek (Pensilvania)
El municipio de Brush Creek (en inglés: Brush Creek Township) es un municipio ubicado en el condado de Fulton en el estado estadounidense de Pensilvania. En el año 2000 tenía una población de 730 habitantes y una densidad poblacional de 5 personas por km².

## Geografía
El municipio de Brush Creek se encuentra ubicado en las coordenadas 39°57′30″N 78°12′59″O / 39.95833, -78.21639.

## Demografía
Según la Oficina del Censo en 2000 los ingresos medios por hogar en la localidad eran de $31,827 y los ingresos medios por familia eran de $35,625. Los hombres tenían unos ingresos medios de $26,953 frente a los $16,750 para las mujeres. La renta per cápita de la localidad era de $13,643. Alrededor del 15,6% de la población estaba por debajo del umbral de pobreza.